# Pseudochordodes manteri
Pseudochordodes manteri är en tagelmaskart som beskrevs av Carvalho 1942. Pseudochordodes manteri ingår i släktet Pseudochordodes och familjen Chordodidae. Inga underarter finns listade i Catalogue of Life.